# Selwyn Inlet
De Selwyn Inlet is een inham in het westen van Brits-Columbia in Canada.

## Geografie
De inham heeft een lengte van ongeveer 23 kilometer en ligt aan de oostkust van Moresby Island in de eilandengroep Haida Gwaii. Het wordt begrensd door Louise Island in het noorden, Moresby Island in het westen en Talunkwan Island in het zuiden. In het oosten mondt de inham uit in de Laskeek Bay. In het noordwesten mondt de Carmichael Passage op de inham uit.
De inham heeft twee zijtakken die richting het westen insnijden op Moresby Island, de Sewell Inlet en de Lagoon Inlet.
Het waterlichaam ligt in de mariene ecoregio Noord-Amerikaans Pacifisch Fjordland.